# Saint-Congard
Saint-Congard település Franciaországban, Morbihan megyében. Lakosainak száma 806 fő (2022. január 1.). Saint-Congard Missiriac, Saint-Laurent-sur-Oust, Saint-Martin-sur-Oust, Saint-Gravé, Pluherlin, Pleucadeuc és Malestroit községekkel határos.

## Népesség
A település népessége az elmúlt években az alábbi módon változott:
| Lakosok száma | 722  | 683  | 664  | 702  | 749  | 740  | 764  | 795  | 798  | 806  |
|               | 1968 | 1982 | 1990 | 2006 | 2013 | 2015 | 2017 | 2019 | 2020 | 2022 |